# 于德姆
于德姆（德語發音：[ˈyːdəm]）是德国北莱茵-威斯特法伦州的一个市镇。总面积60.97平方公里，总人口8125人，其中男性4037人，女性4088人（2011年12月31日），人口密度133人/平方公里。